# Aline Kiner
Pour les articles homonymes, voir Kiner.
Aline Bernadette Kiner, née Schmid le 18 juin 1959 à Moyeuvre-Grande en Moselle et morte le 7 janvier 2019 dans le 10e arrondissement de Paris,,, est une romancière et journaliste française.

## Carrière
Aline Kiner est journaliste au magazine Sciences et Avenir à partir de 1995, rédactrice en chef puis responsable des hors-série à partir de 2008.
Elle a aussi collaboré à Thalassa et à Libération,.
Elle est l'autrice de plusieurs ouvrages, dont quatre romans, notamment La nuit des béguines qui a reçu le prix Culture et Bibliothèques pour tous en 2018.
Lors de l'annonce de son décès à la presse, les éditions Liana Levi ont annoncé que l'autrice travaillait sur un roman autour de la figure du bouc émissaire au XIVe siècle.

## Œuvres
- La cathédrale, livre de pierre, Presses de la Renaissance, 2004[9]
- Le jeu du pendu, éd. Liana Levi, 2011[10]
- La vie sur le fil, éd. Liana Levi, 2014[11]
- La nuit des béguines, éd. Liana Levi, 2017[12]